# Ruine Sola
Die Ruine Sola ist eine Burgruine nördlich des Dorfes Sool, seit 2011 Teil von Glarus Süd im Kanton Glarus in der Schweiz. Sie liegt auf einem steil aufragenden Hügel östlich des heutigen Mitlödi am südwestlichen Fuss des Gufelstockmassivs der Glarner Alpen. Die Anlage zählt zu den bedeutendsten mittelalterlichen Burgruinen der Region und ist nach der Vorburg die zweitgrösste Ruine des Kantons.

## Geschichte

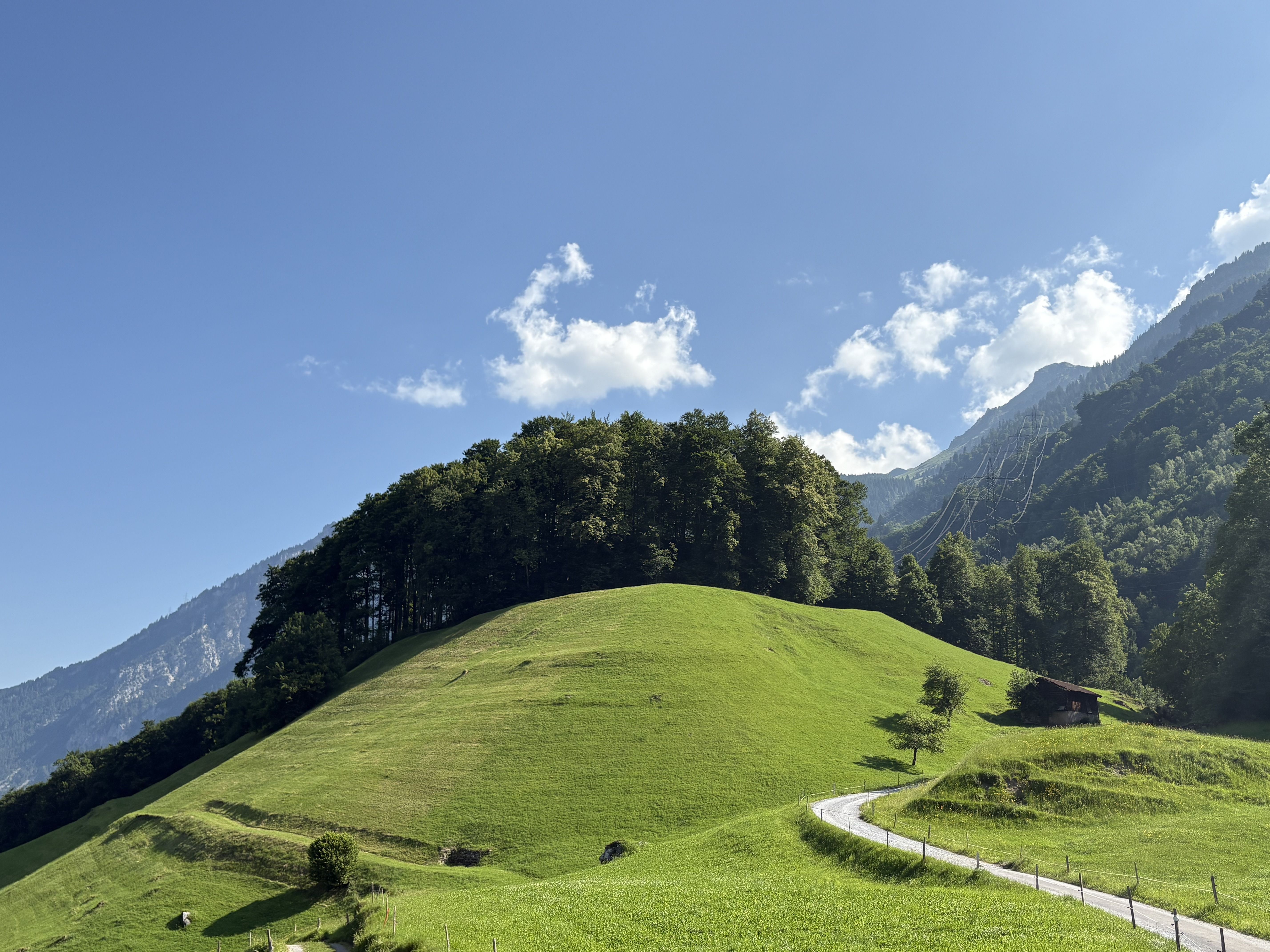
Burghügel Sola

Die Ursprünge der Burg Sola reichen in die zweite Hälfte des 12. Jahrhunderts zurück. Die Anlage wurde vermutlich um 1250 verlassen und ist in zeitgenössischen Quellen nicht erwähnt, was Fragen zur Identität ihrer Erbauer und Bewohner aufwirft.
Die Aufgabe der Burg fällt zeitlich mit dem Vordringen der habsburgischen Landesherrschaft in die Ostschweiz zusammen, sodass angenommen wird, dass der politische Druck zur Aufgabe der Burg führte und die noch unbekannten Besitzer aus dem Niederadel entweder wieder in die Bauernschaft zurückgesunken oder in die Städte abgewandert sind.
Die Burg könnte als Fluchtburg gedient haben, um der Bevölkerung Schutz vor Feinden oder Naturkatastrophen zu bieten.
Nach dem grossen Brand von 1713 im damaligen Obersool wurden Steine der Burg für den Wiederaufbau der Wohnhäuser verwendet; sie sind heute noch in Hausmauern nachweisbar.

## Architektur
Die Ruine besteht aus einem inneren Bering mit einer Grösse von etwa 15 × 24 Metern und einer Mauerstärke von 2 bis 3 Metern. Die Eingänge der fünf Räume innerhalb des Berings sind mit Tuffschwellen und Steinplatten ausgelegt. Die Obergeschosse waren vermutlich aus Holz. Der äussere Bering ist nicht konserviert und nur noch schwach erkennbar.

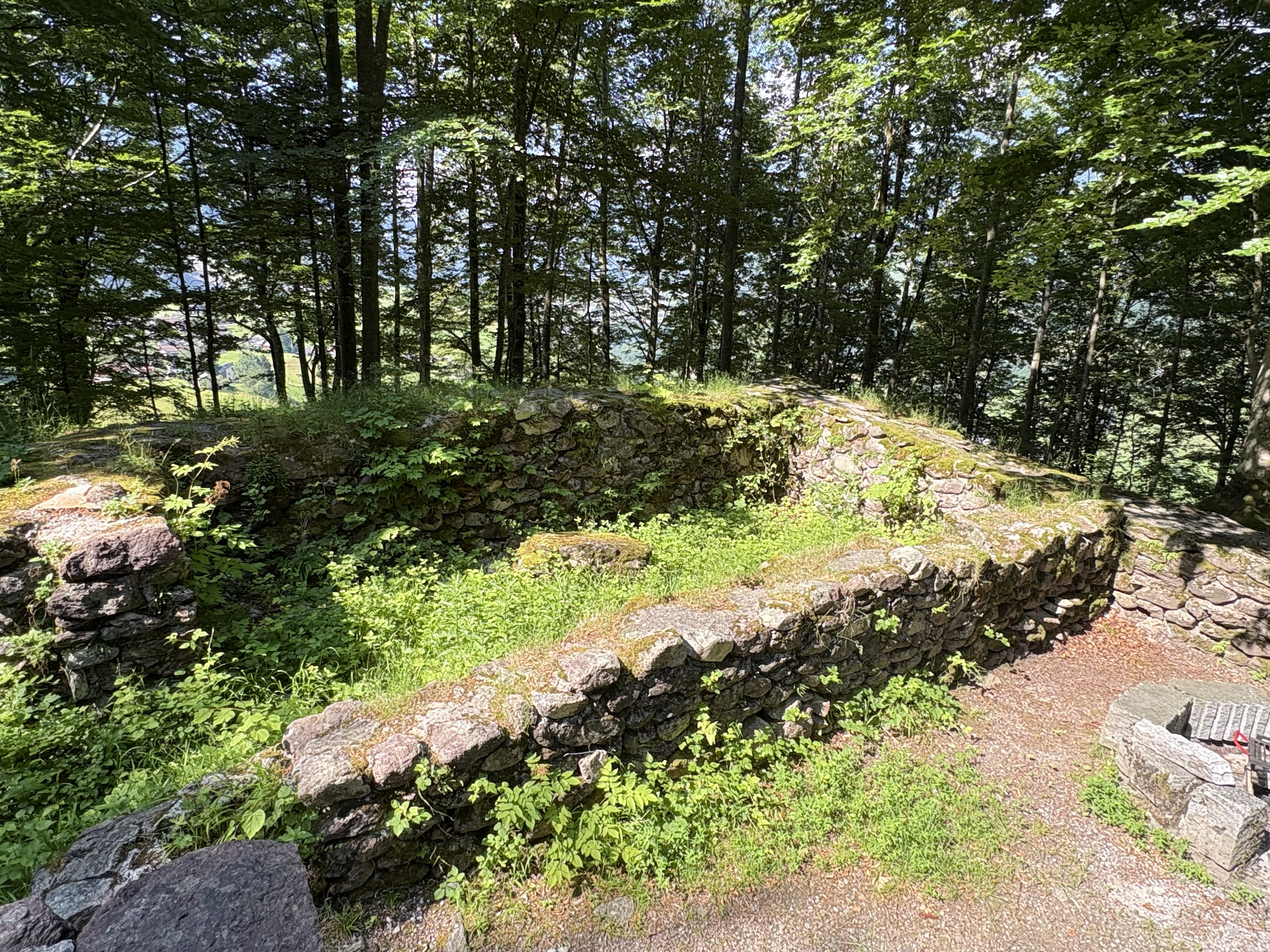
Südtrakt
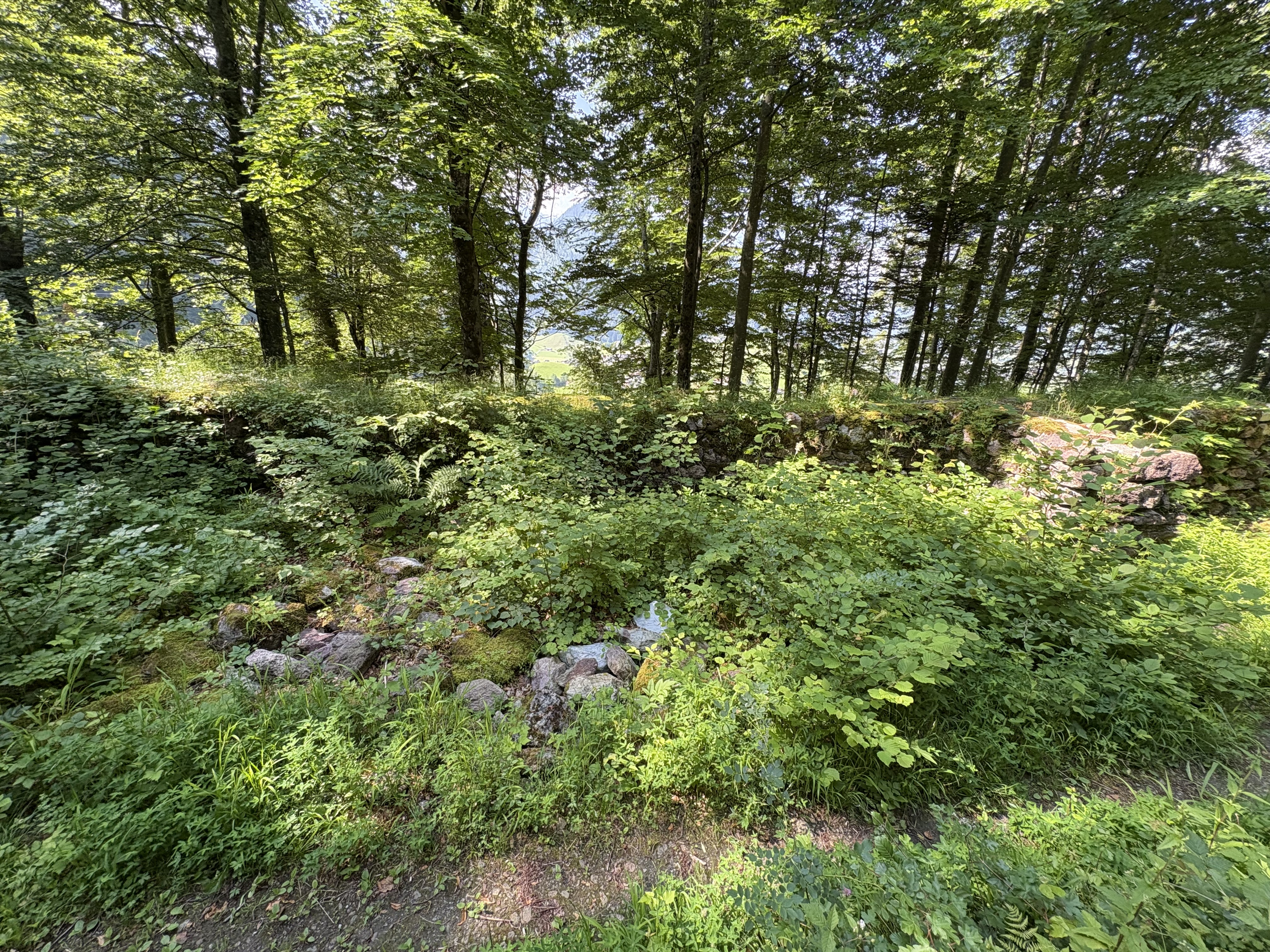
Hof der Kernburg
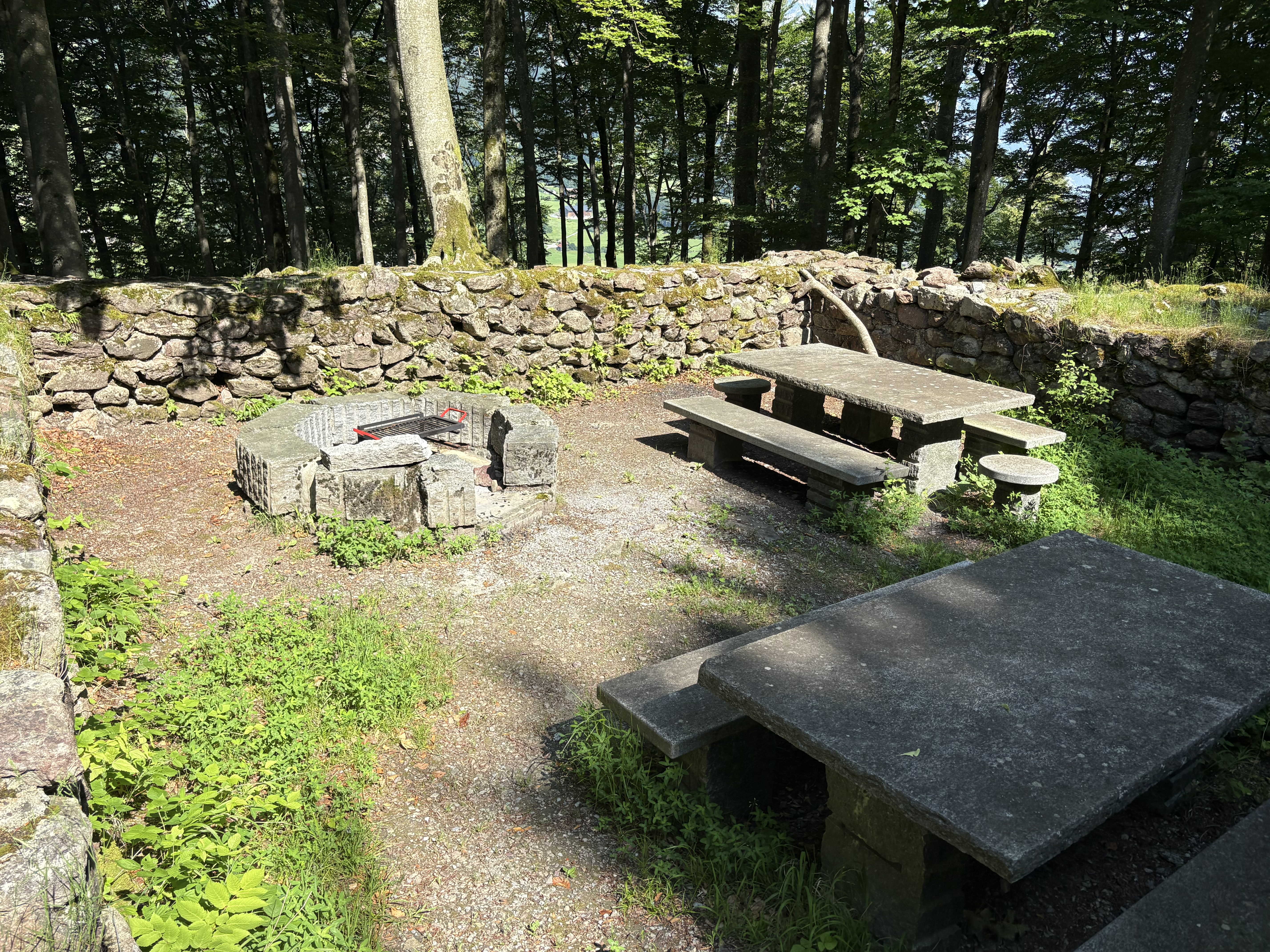
Picknickplatz

## Ausgrabungen und Forschung
Von 1927 bis 1929 führte der Historische Verein des Kantons Glarus Ausgrabungen auf der Burg Sola durch. Dabei wurde die Kernburg freigelegt und konserviert. Gefundene Hufeisen und Teile eines Kachelofens weisen auf einen gewissen Wohlstand der Bewohner hin. Die bei der Grabung gemachten Kleinfunde befinden sich im Museum des Freulerpalasts in Näfels. Im Jahr 2005 fanden neue Ausgrabungen statt, um weitere Erkenntnisse über die Geschichte der Burg zu gewinnen.

## Zugang
Die Ruine ist ganzjährig zugänglich und kann frei besichtigt werden. Sie ist über einen schmalen Weg erreichbar. Die Ruine ist ein beliebtes Wanderziel. Eine Infotafel vor Ort erläutert Geschichte und Aufbau der Burg als Teil des Glarner Burgenweges. Im Nordteil wurde ein Picknickplatz mit Feuerstelle eingerichtet.

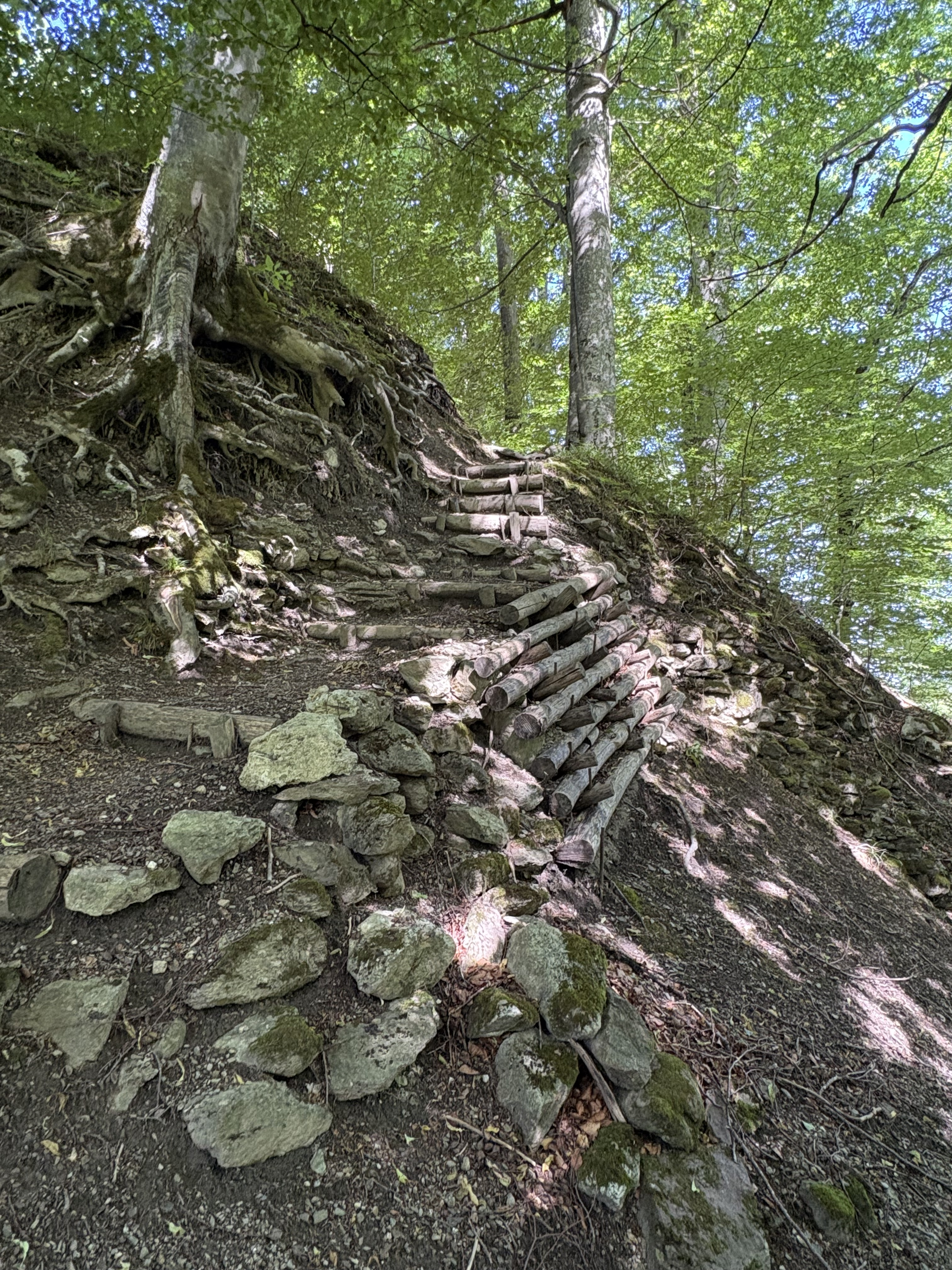
Zugangsweg
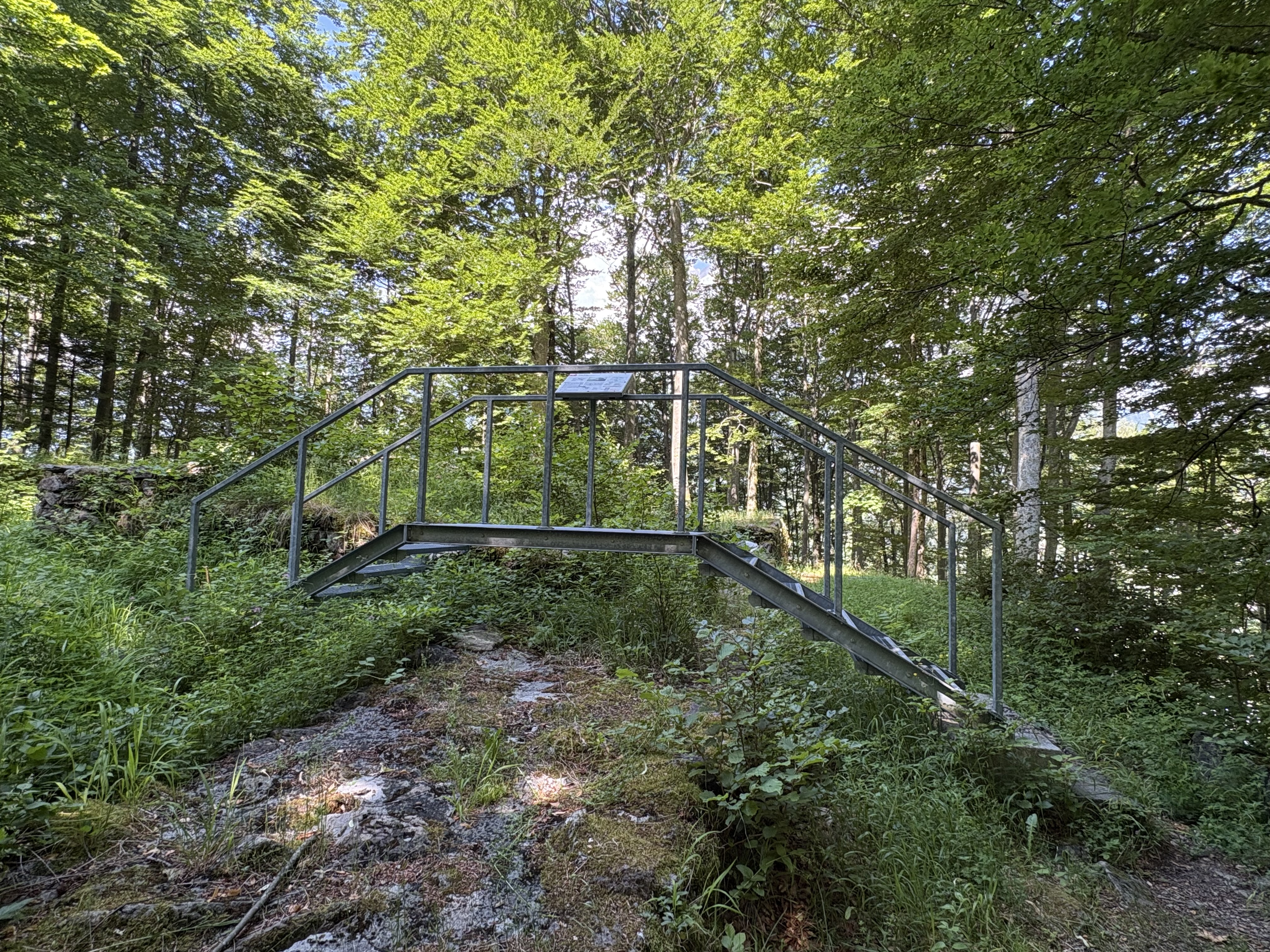
Rampe mit Infotafel von 2009
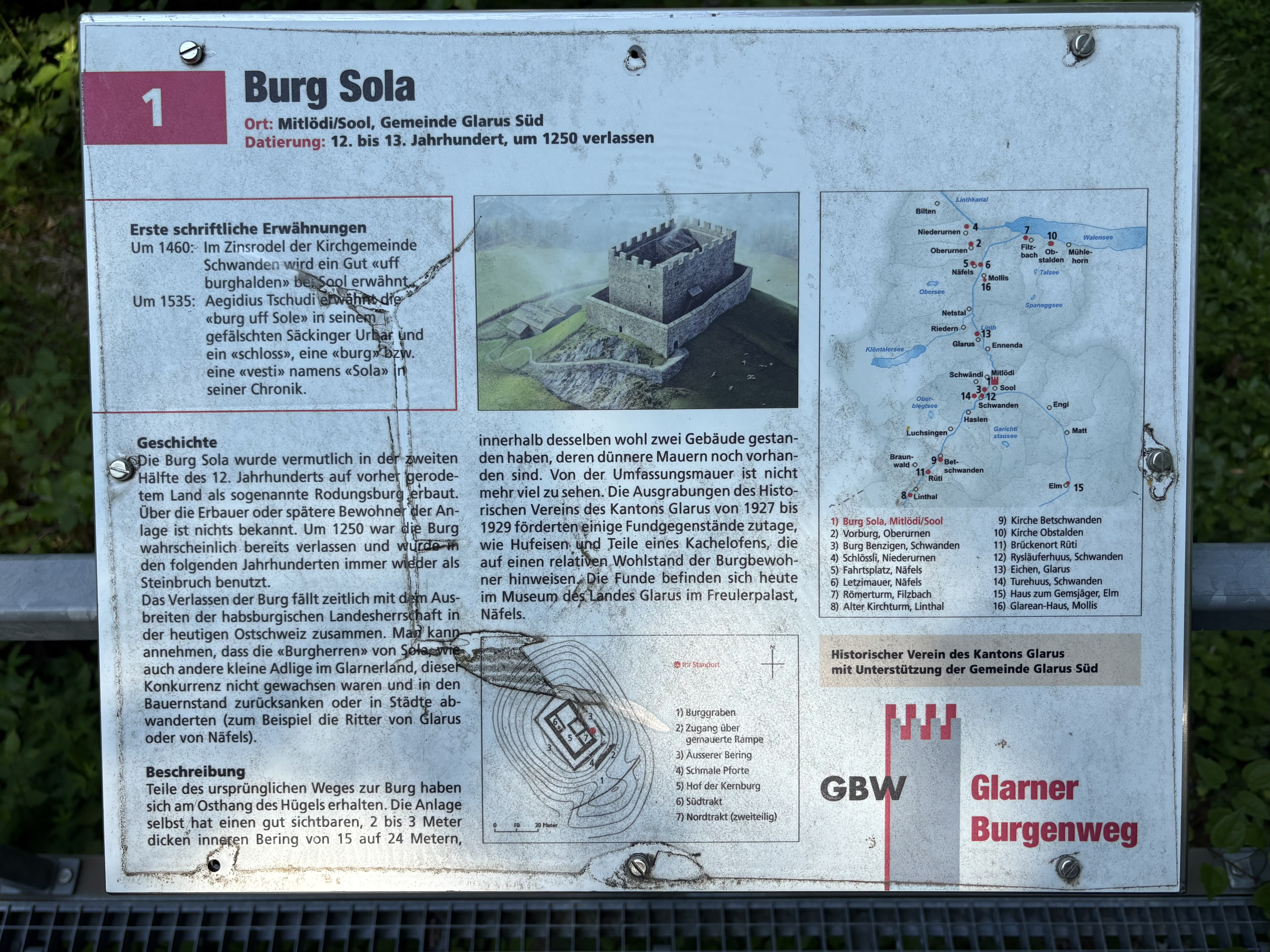
Infotafel